# Dahagram-Angarpota
Dahagram-Angarpota (Bengali: দহগ্রাম-আঙ্গরপোতা) ist eine bangladeschische Enklave in Indien. Sie stellt seit August 2015 den letzten Überrest des indisch-bangladeschischen Enklavenkomplexes dar und besteht aus den beiden Siedlungen Dahagram und Angarpota, die durch den 178 Meter langen, vormals umstrittenen Tin Bigha Corridor mit Bangladesch verbunden sind.

## Lage und Umgebung
Die Dörfer Dahagram und Angarpota liegen am linken Ufer der Tista, einem der größten Nebenflüsse des Brahmaputra. Die Enklave befindet sich im Westen des westbengalischen Distrikts Koch Bihar und ist aus dem Mutterland Bangladesch ausschließlich über den wenige Meter breiten Tin Bigha Corridor und die Straße Z5903 aus der Upazila Patgram erreichbar. Weil dieser Teil von Koch Bihar auf drei Seiten von Bangladesch umgeben ist, trennt der Korridor das indische Dorf Kuchlibari vom Rest des Landes. Die nächstgelegene Großstadt ist das indische Jalpaiguri rund 30 Kilometer flussaufwärts.

## Demografie
Laut bangladeschischer Statistikbehörde bestand die Exklave im Jahr 2011 aus 2154 Haushalten mit insgesamt 10.040 Einwohnern. Davon entfielen 1590 Haushalte mit 7451 Personen auf Dahagram und 564 Haushalte mit 2589 Personen auf Angarpota. Die meisten Haushalte bestanden aus vier oder fünf Personen, die durchschnittliche Haushaltsgröße betrug 4,7. 
31,3 Prozent der Gesamtbevölkerung waren 2011 unter zehn Jahre alt. Mit 35,5 Prozent lag der Alphabetisierungsgrad deutlich unter dem landesweiten (51,8 Prozent) sowie jenen der Division Rangpur (47,2 Prozent) und des Distrikts Lalmonirhat (46,1 Prozent). Die Bevölkerung bestand zum Zeitpunkt der Erhebung aus 99,4 Prozent Muslimen und 0,6 Prozent Hindus. 60,8 Prozent der Haushalte bezogen ihr Wasser aus Rammbrunnen, nur 21,8 Prozent verfügten über Elektrizität.

## Geschichte
Während viele kleinere Exklaven der Region den Kontakt zu ihrem jeweiligen Mutterland schnell verloren, hatte Dahagram-Angarpota aufgrund seiner Größe und der extremen Nähe zur Grenze bereits zu Zeiten Ostpakistans eine Sonderstellung inne. Jahrzehntelang stand den Bewohnern jedoch nur eine eingeschränkte Verbindung mit dem Mutterland Bangladesch zur Verfügung. Mit dem Anbau von Reis, Jute und Tabak konnten sie sich zwar weitgehend selbstversorgen, wichtige Entwicklungsschritte wie die Errichtung einer Schule, eines Marktes und eines Notkrankenhauses waren aber erst ab 1992 durch die sukzessive Öffnung des Tin Bigha Corridors möglich.
Trotz Schaffung des Korridors verkomplizierte sich das Enklavenleben zunächst, weil Indien bis 2007 einen Grenzzaun um das Gebiet errichten ließ. Das zuvor legale Einkaufen auf den umliegenden indischen Märkten wurde damit unmöglich. Premierministerin Hasina Wajed stattete Dahagram-Angarpota 2011 einen Besuch ab und erklärte den Tin Bigha Corridor offiziell für „eröffnet“. Doch erst seit der endgültigen Beilegung des Grenzkonflikts und Austausch aller restlichen Enklaven Mitte des Jahres 2015 steht der von Indien an Bangladesch verpachtete Durchgang der bangladeschischen Bevölkerung rund um die Uhr offen.